# Подсказка (SQL)
Подсказка в языке SQL (англ. hint) — средство, позволяющее явным образом влиять на план запроса.
Сам SQL-запрос содержит указание, какую информацию необходимо получить из базы данных, но не содержит указаний, каким образом это делать. В общем случае, реляционные СУБД по собственным правилам определяют план запроса и, соответственно, его выполняют. Однако на практике может возникнуть случай, что такой план запроса, в силу неучтённых средствами СУБД факторов, несовершенства логики или особых требований может оказаться неоптимальным. Подсказка позволяет явно вмешаться в формирование плана запроса, не полагаясь полностью на автоматику.
Синтаксис и набор подсказок не описан в стандарте SQL, он сильно зависит от конкретной реализации СУБД.
Выделяются следующие назначения подсказок:
- указание порядка соединения таблиц,
- указание метода соединения таблиц,
- указание конкретного индекса для доступа к таблице.

В некоторых случаях СУБД может проигнорировать подсказку.

## Реализационные особенности

### Oracle Database
В Oracle Database подсказки вставляются в текст запроса как комментарий. Текст комментария анализируется и, если обнаруживается, что он соответствует синтаксису языка подсказок, он принимается. Благодаря такому синтаксису, запрос с подсказками может выполняться на другой СУБД без модификации, а опечатка в подсказке приводит к тому, что подсказка рассматривается сервером как простой комментарий. Например, в запросе:
```
SELECT
 
/*+ full(t) */
 
t
.
name
 
FROM
 
tbl1
 
t
 
WHERE
 
t
.
date
 
=
 
SYSDATE

SELECT
 
/*+ index(t ind_date) */
 
t
.
name
 
FROM
 
tbl1
 
t
 
WHERE
 
t
.
date
 
=
 
SYSDATE

```

использованы следующие подсказки:
- /*+ full(t) */ — указывает, что поиск нужно вести сканированием всей таблицы
- /*+ index(t ind_date) */ — указывает, что поиск нужно вести по конкретному индексу

### Postgres Pro Enterprise
В Postgres Pro Enterprise управление планом выполнения с указаниями, записываемыми в комментариях особого вида:
```
/*+

    SeqScan(t1)

    IndexScan(t2 t2_pkey)

*/

SELECT
 
*
 
FROM
 
table1
 
t1
 
JOIN
 
table
 
table2
 
t2
 
ON
 
(
t1
.
key
 
=
 
t2
.
key
);

```

### Microsoft SQL Server
В Microsoft SQL Server добавлены некоторые ключевые слова для подсказок оптимизатору, например, в запросе:
```
SELECT
 
*

FROM
 
Customers
 
C
 
WITH
 
(
INDEX
=
City
)

INNER
 
LOOP
 
JOIN
 
Orders
 
O
 
ON
 
O
.
CustomerID
 
=
 
C
.
CustomerID

WHERE
 
C
.
City
 
=
 
'Madrid'

```

фигурируют две подсказки:
- LOOP — указывает, что соединять таблицы следует методом вложенных циклов
- WITH (INDEX=City) — указывает, что для доступа к таблице Customers следует использовать индекс с названием City

### MySQL
В MySQL начиная с версии 3.23.12 можно указывать, какие именно индексы (ключи) MySQL должен применять для извлечения информации из таблицы:
```
table_name
 
[[
AS
]
 
alias
]
 
[[
USE
 
INDEX
 
(
key_list
)]
 
|
 
[
IGNORE
 
INDEX
 
(
key_list
)]
 
|
 
FORCE
 
INDEX
 
(
key_list
)]]

```